# Action
Az Action 1994-ben alakult magyar hardcore együttes, amely a népszerű Sex Action zenekar folytatásaként alakult. Szendrey Zsolt énekes maradt az egyetlen olyan tag, aki a kezdetektől benne van az együttesben.

## Története
Legelső nagylemezüket 1994-ben jelentették meg, Összeomlás címmel, ezt követte az 1995-ös Terror c. 2. albumuk. Ekkor léptek fel először a Sziget Fesztiválon. 1997-ben már a  harmadik albumuk is piacra került, amely a SEXACT!on CD címet viseli. 1999-es negyedik stúdióalbumukon főleg a trip-hop és az indusztriális zene műfajai uralkodnak. 2000-ben egy válogatáslemez is piacra került, melyen az Action és a Sex Action számai találhatók. 2002-ben megjelentettek még egy stúdióalbumot, utána feloszlottak. A tagok pedig visszatértek a Sex Action-be.
2012-ben újraalakultak, és a mai napig működnek. Az új Action is piacra dobott három stúdióalbumot.

## Tagok
Jelenlegi felállás
- Szendrey Zsolt – vokál
- Szabó Tamás – gitár
- Sümeghi Tamás – dob

## Diszkográfia
- Összeomlás (stúdióalbum, 1994)
- Terror (stúdióalbum, 1995)
- SEXACT!on CD (stúdióalbum, 1997)
- A Hetedik (stúdióalbum, 1999)
- Best of Sex Action (válogatáslemez, 2000)
- A fehér és a zöld (stúdióalbum, 2002)
- Best of Action - Következő a sorban (2006, válogatáslemez, posztumusz kiadás)
- Pokolból (stúdióalbum, 2013)
- Hannibal (stúdióalbum, 2015)
- Ébredő erő (stúdióalbum, 2018)